# Hydrellia nigripes
Hydrellia nigripes är en tvåvingeart som beskrevs av Robineau-desvoidy 1830. Hydrellia nigripes ingår i släktet Hydrellia och familjen vattenflugor.
Artens utbredningsområde är Frankrike. Inga underarter finns listade i Catalogue of Life.